# Conchidium
Conchidium là một chi thực vật có hoa trong họ Lan.